# پدیدارشناسی وجودی
پدیدارشناسی وجودی یا پدیدارشناسی اگزیستانسیال (انگلیسی: Existential phenomenology) طیف وسیعی از متفکران را در بر می‌گیرد که بر این عقیده هستند که فلسفه باید مانند پدیدارشناسی از تجربه آغاز شود، و در مورد موقتی بودن وجود شخصی به‌عنوان چارچوبی برای تحلیل شرایط انسانی بحث می‌کنند.

## بررسی اجمالی
مارتین هایدگر در هستی و زمان پروژه پدیدارشناختی ادموند هوسرل را در قالبی که او هستی‌شناسی بنیادی می‌نامد، بازنگری می‌کند. این کار مبتنی بر مشاهده و تجزیه و تحلیل دازاین، انسان، بررسی ساختار بنیادی زیست جهان(Lebenswelt، اصطلاح هوسرل) است که زیربنای همه هستی‌شناسی‌های به اصطلاح منطقه‌ای علوم خاص است. در فلسفه هایدگر، مردم در یک موقعیت معین به جهان پرتاب می‌شوند، اما در عین حال طرحی به‌سوی آینده، امکان، آزادی، انتظار، امید، اضطراب هستند. بیشتر پدیدارشناسان اگزیستانسیالیست به این موضوع توجه داشتند که چگونه افراد بر اساس تجربیاتشان شکل می‌گیرند و در عین حال چگونه از برخی جهات آزادند تا خودشان و دنیای بزرگ‌تری را که در آن زندگی می‌کنند، اصلاح کنند.
ژان پل سارتر با تکیه بر زبان هایدگر که مردم را «به جهان پرتاب می‌کنند» می‌گوید «انسان موجودی است که وجودش مقدم بر ذاتش است». هر دو اشاره می‌کنند که هویت هر فرد به موقعیت اجتماعی، تاریخی، سیاسی و اقتصادی بستگی دارد که در آن متولد شده‌است. این امر پدیدارشناسی را از نیاز به یافتن زمینه‌ای جهانی برای همه تجربه‌ها رها می‌کند، زیرا همیشه جزئی خواهد بود و تحت تأثیر موقعیت خود فیلسوف است. موریس مرلوپونتی استدلال کرد که «درس کاهش» هوسرل این است که «کاهش کامل وجود ندارد» زیرا حتی پدیدارشناسان نیز نمی‌توانند در برابر چگونگی شکل‌گیری آن‌ها توسط تاریخ، فرهنگ، جامعه و زبان خود مقاومت کنند. سیمون دوبوار در اثرش «جنس دوم» کشف کرد که چگونه هنجارهای جنسیتی به‌میزان زیادی حس «خودی» را که زنان دارند، جدا از مردان، شکل می‌دهند. هانا آرنت در کار خود با عنوان «وضع بشر» به این موضوع می‌پردازد که چگونه رژیم‌های توتالیتر در قرن بیستم رژیم‌های کاملاً جدیدی از ترور را ارائه کردند که نحوه درک مردم از زندگی سیاسی را شکل داد. فرانتس فانون میراث نژادپرستی و استعماری را بر روان مردان سیاه‌پوست بررسی کرد. همه این متفکران به طرق مختلف بر آزادی‌ای که انسان‌ها برای تغییر تجربیات خود از طریق شورش، کنش سیاسی، نوشتن، تفکر و بودن دارند، تأکید کردند. اگر مردم را دنیای اجتماعی بشری تشکیل می‌دهند، پس این تنها انسان‌ها هستند که آن را خلق کرده‌اند و اگر این وظیفه را بر عهده بگیرند، می‌توانند دنیای جدیدی خلق کنند.

## توسعه
علاوه بر هایدگر، پدیدارشناسان وجودی دیگر عبارت بودند از: ماکس شلر، ویلهلموس لویپن، هانا آرنت، کارل یاسپرس، امانوئل لویناس، گابریل مارسل، ژان پل سارتر، سیمون دوبووار، ادیت اشتاین، انزو پاسی مرلو-پونتی، و ساموئل تودس. بسیاری از تصورات این پدیدارشناسان از خود و خودآگاهی بر اساس انتقاد یا پاسخ به دیدگاه‌های اولیه ادموند هوسرل ساخته شده‌است.
سارتر ایده‌های هوسرل و هایدگر را ترکیب کرد. اصلاحات او شامل جایگزینی مفهوم عصر هوسرل، با ساختار وجود در جهان از هایدگر است. پدیدارشناسی وجودی او که در آثارش مانند هستی و نیستی (۱۹۴۳) بیان شده‌است، مبتنی بر تمایز بین هستی در خود و هستی برای خود است. بووار گفتمان خود را دربارهٔ پدیدارشناسی وجودی در درون آمیختگی ادبیات و فلسفه به‌عنوان راهی برای انعکاس تجربه ملموس قرار داد. او در آثارش در مورد تجربیات زیسته زنان، تلاش کرد تا به مشکلات بین جنس‌ها و همچنین آشتی دادن رشته‌های مرتبط سنت‌های فلسفی قاره‌ای بپردازد، که شامل فلسفه هایدگر، روش‌های پدیدارشناختی هوسرل و سارتر، و فلسفه تاریخ جورج ویلهلم فردریش هگل است.
پدیدارشناسی وجودی آرنت منعکس‌کننده بی‌اعتمادی به جامعه توده‌ای و ترجیح او برای حفظ گروه‌های اجتماعی است که آزار و شکنجه یهودیان را نمونه‌ای از قربانی شدن توسط فرآیندهای اتمیزه کردن جوامع ذکر می‌کند.